# Macintosh Classic
A Macintosh Classic asztali számítógépet az Apple gyártotta és forgalmazta 1990. október 15. és 1992. szeptember 14. között 23 hónapon keresztül. A Macintosh Classic a Compact Macintosh számítógép-családba tartozott. Ez volt az első Macintosh számítógép, amit kevesebb, mint 1000 dollárért adtak.

## Története
A Classic kifejlesztését elődjei, a Macintosh Plus és az SE modellek sikere tette lehetővé. A Classic technikai jellemzői szinte azonosak voltak elődjeivel: 9 coll átmérőjű, katódsugárcsöves, monokróm képernyő 512×342 pixel felbontással, 4 MB rendszermemória és a Motorola 68000 8 MHz-es processzora. Az Apple szándékosan nem tervezte a Classic-ban felhasználni az akkor elérhető legújabb technológiákat, mint pl. több rendszermemória használatának képessége, színes kijelző vagy a fejlettebb Motorola 68010 processzor, mivel így a Classic kompatibilis maradt a korábbi modellekhez kifejlesztett szoftverekkel, illetve a vetélytársakénál alacsonyabb áron, 1000 dollár alatt tudta kínálni az alapmodellt. Ennek ellenére a Macintosh Plus-nál kb. 25%-kal gyorsabb volt és az alapmodellben is volt egy 3,5 colos lemezmeghajtó.
A Classic külső megjelenésében a Jerry Manock és Terry Oyama által 1984-ben tervezett Macintosh 128K-t követte (ahogyan elődje, a Macintosh SE is). Az Apple két verziót jelentetett meg, amelyek ára 1000 és 1500 dollár között mozgott. A kritikusok véleménye megoszlik; szerintük a fő probléma a processzor lassú teljesítménye és a bővítőkártyák hiánya. A konszenzus az volt, hogy a Classic egy szövegszerkesztésre, táblázat- és adatbázis-kezelésre használandó gép. Az alacsony ár és az oktatási szoftver elérhetősége miatt igen népszerű lett az oktatás területén. A Macintosh Classic II 1991-es megjelenése ahhoz vezetett, hogy a Classic gyártása a rákövetkező évben megszűnt.

### Fejlesztés
Miután az Apple társalapítója, Steve Jobs 1985-ben elhagyta a céget, a fejlesztési munkálatokat Jean-Louis Gassée, az Apple korábbi franciaországi vezetője vette át. Gassée következetesen a modularis és a magasabb árú gépek felé irányította az Apple-t. Hosszú időn át azzal érvelt, hogy az Apple nem forgalmazhatja számítógépeit az alacsony kategóriájú piaci rétegben, hanem a magasabb rétegre és így a magasabb profitra kell koncentrálniuk.

## Technikai leírás
A bézs színű gép súlya 7,3 kg, magassága 335 mm, szélessége 246 mm és mélysége 284 mm volt. A Classic számítógépet egymagos 8 MHz-es Motorola 68000 processzor vezérelte, a rendszerbusz 8 MHz-en működött. Az adatokat a 40MB belső merevlemezre lehetett elmenteni. Külső adattárolási lehetőséget az 1,44-es hajlékonylemez meghajtó (floppy-drive) kínált. A gépet System 6.0.6 operációs rendszerrel szállította az Apple. A gép bemutatásakor az alapkiépítésben 1MB (120ns) memóriát tartalmazott, maximálisan 4MB (120ns) kezelésére volt képes a gyári specifikáció szerint, a bővítéshez 2 hely (slot) állt rendelkezésre. A számítógépnek 9 inches-es, 72 ppi-s, 512x342 képpont felbontásra képes kijelzője volt.  Csatlakozók: egy ADB, két soros port, egy DB-25 SCSI-hoz, egy DB-19 a hajlékonylemez meghajtónak, egy 3,5 mm-es jack audió kimenet. Külső SCSI merevlemez csatlakoztatására is volt lehetőség.

## A számítógép adatai
A táblázat nem tartalmazza az összes műszaki paramétert. Az egyes modelleknél a bemutatáskor érvényes adatokat soroljuk fel, a későbbi frissítéseket nem. Az eszköz technikai paraméterei a MacTracker alkalmazásból származnak.

| Gép nevebemutatva kivezetve          | Méretmagasság szélesség mélység súlySzín | Processzorprocesszor órajel, mag L1 és L2 cache társprocesszor | Háttértármerevlemezkülső adathordozó | Eredeti operációs rendszer | Memóriaalap max. @sebességhely | Kijelzőmérete felbontása       | Grafikakártyamemória kimenet | CsatlakozókEthernet, ADB, soros, SCSI, párhuzamos, FDD, kijelző, hang be/ki, belső mikrofon, hangszóró | Bővíthetőségkártyahelybelső öbölkülső csatlakozó |
| ------------------------------------ | ---------------------------------------- | -------------------------------------------------------------- | ------------------------------------ | -------------------------- | ------------------------------ | ------------------------------ | ---------------------------- | --- | ------------------------------------------------ |
| Classic1990 okt. 15. 1992 szept. 14. | 335 mm 246 mm 284 mm 7,3 kg bézs         | Motorola 68000 @8 MHz és 1 mag                                 | 40MB HDD 1,44 floppy                 | System 6.0.6               | 1MB max: 4MB @120ns2 hely      | 9 inch, 72 ppi 512x342 képpont |                              | * 1 ADB * 2 soros * 1 D–25 (SCSI) * 1 DB–19 külső FDD * 1 3,5 jack audió ki * beépített hangszóró      | * SCSI (külső)                                   |

## Compact Macintosh számítógépek az időben
| A Compact Macintosh számítógépek az idővonalon |
| --- |
| A színek kezdete a bemutató időpontja, a forgalmazás több esetben is hónapokkal később kezdődött. Megeshet, hogy egy csík végét kitakarja egy másik csík eleje. Előfordul, hogy a gyártás befejezését követően még egy ideig forgalomban marad a gép adott verziója. A hardver szempontjából az Apple számítógépekhez tartozó Macintosh XL-t a gép nevében szereplő "Macintosh" szó miatt tüntettük fel. |